# دومينيك جيمس
دومينيك جيمس (بالإنجليزية: Dominic James)‏ مواليد 5 أكتوبر 1986 في ريتشموند، هو لاعب كرة سلة أمريكي بدأ مسيرته الاحترافية في سنة 2009 يلعب مع فريق نادي الغرافة الرياضي في الدوري القطري لكرة السلة كلاعب هجوم خلفي. يبلغ طوله 5 قدم 11 بوصة (1.8 م).

## فرق لعب لها
- بالاكانسترو ريجيانا
- الريان
- نادي الغرافة الرياضي

## روابط خارجية
- دومينيك جيمس على موقع fiba3x3.com (الإنجليزية)
- دومينيك جيمس على موقع كرة السلة الأوروبية.كوم (الإنجليزية)
- دومينيك جيمس على موقع كلية كرة السلة في سبورتس رفرنس.كوم (الإنجليزية)
- دومينيك جيمس على موقع ريلجم (الإنجليزية)
- دومينيك جيمس على موقع بروبوليرز (الإنجليزية)
- دومينيك جيمس على موقع سبورتس رفرنس (الإنجليزية)
- دومينيك جيمس على موقع سبورتس رفرنس (الإنجليزية)